# Feuerwehr Augsburg
Die Feuerwehr Augsburg ist im Amt für Brand- und Katastrophenschutz der Stadt Augsburg organisiert und besteht aus der Berufsfeuerwehr mit zwei Wachen im Stadtgebiet, acht Freiwilligen Feuerwehren verschiedener Stadtteile sowie aus sieben Betriebsfeuerwehren. Mit ihren knapp 900 aktiven Mitgliedern stellen sie den Brandschutz und die allgemeine Hilfe in der Großstadt Augsburg sicher.
Im Unterschied zu den meisten anderen Städten sind die Betriebsfeuerwehren nicht nur für den Schutz ihrer Firma zuständig, sondern beteiligen sich vor allem mit ihren Spezialfahrzeugen auch an Einsätzen außerhalb des jeweiligen Werksgeländes. Alle Feuerwehren sind Mitglied im Stadtfeuerwehrverband Augsburg.

## Geschichte
Die Augsburger Feuerwehr wurde im Jahr 1849 als die erste ihrer Art in ganz Bayern gegründet. Nach ersten Anlaufschwierigkeiten erlebte sie dank einer regen ehrenamtlichen Beteiligung einen rasanten Ausbau und Fortschritt, der sich auch in der Steigerung der gesellschaftlichen Akzeptanz widerspiegelte.
In der folgenden Zeit zeigte sich, dass auf Dauer nur hauptberufliche Feuerwehrmänner den Brandschutz in der schnell wachsenden Stadt gewährleisten konnten. Zwischen der Gründung der Freiwilligen Feuerwehr und der Berufsfeuerwehr verdoppelte sich die Einwohnerzahl Augsburgs von etwa 40.000 auf über 80.000. Deshalb kam es im Juli 1899 zur Gründung der Berufsfeuerwehr Augsburg. Ihre Kräfte rekrutierte sie erwartungsgemäß nicht aus den Reihen der Freiwilligen Feuerwehren, sondern aus den Reihen der städtischen Brand- und Turmwächter.
Im Zuge der Industrialisierung entstanden große Firmen innerhalb des Stadtgebietes, die werkseigene Feuerwehren einrichteten. Ihre Mitglieder wurden für die eigenen Maschinen geschult und besaßen durch die Betriebsnähe geringere Anrückzeiten. Dieses System hat sich vor allem bei großen Werken bis heute bewährt.
Ein weiterer Anstieg der Mitgliederzahlen führte im Jahr 1924 dazu, dass Augsburg mit 1837 aktiven Feuerwehrmännern (50 in der Berufs-, 924 in einer Freiwilligen und 863 in einer Werkfeuerwehr) eine der größten Feuerwehren Deutschlands wurde.
In der Reichspogromnacht vom 9. auf den 10. November 1938 wurde der Tempelraum der Synagoge in Augsburg in Brand gesetzt. Die herbeigerufene Feuerwehr löschte den Brand jedoch schnell, da man die Explosion des hinter der Synagoge befindlichen Tanklagers befürchtete.
Der Zweite Weltkrieg bedingte auch im Feuerwehrwesen erhebliche Veränderungen. Als Vorbereitung auf potentielle Bombardierungen durch die Alliierten änderten sich die Anforderungen an den Brandschutz. Es wurden Kraftfahrzeuge als Ersatz für die bisherigen Pferdegespanne angeschafft und organisatorischen Umstrukturierungen durchgeführt, welche die Augsburger Feuerwehr der Ordnungspolizei unterstellten.
Nach Kriegsende gründete die amerikanische Militärverwaltung die „Stadtfeuerwehr Augsburg“ und verbot die Wiedergründung der Freiwilligen Feuerwehren auf dem Stadtgebiet. So dauerte es bis zum Jahr 1972, als im Zuge der Gemeindereform Bergheim, Göggingen, Haunstetten und Inningen eingemeindet wurden – und damit auch deren Freiwillige Feuerwehren. Komplettiert wurde die kombinierte Arbeit von Berufs- und Freiwilliger Feuerwehr im Jahr 1975 mit der Neugründung der Feuerwehren in Kriegshaber, Oberhausen und Pfersee. Im selben Jahr wurde die Hauptfeuerwache an der Berliner Allee eingeweiht und gab damit der Berufsfeuerwehr einen angemessenen Raum, die bis dahin im historischen Augsburger Zeughaus untergebracht war.

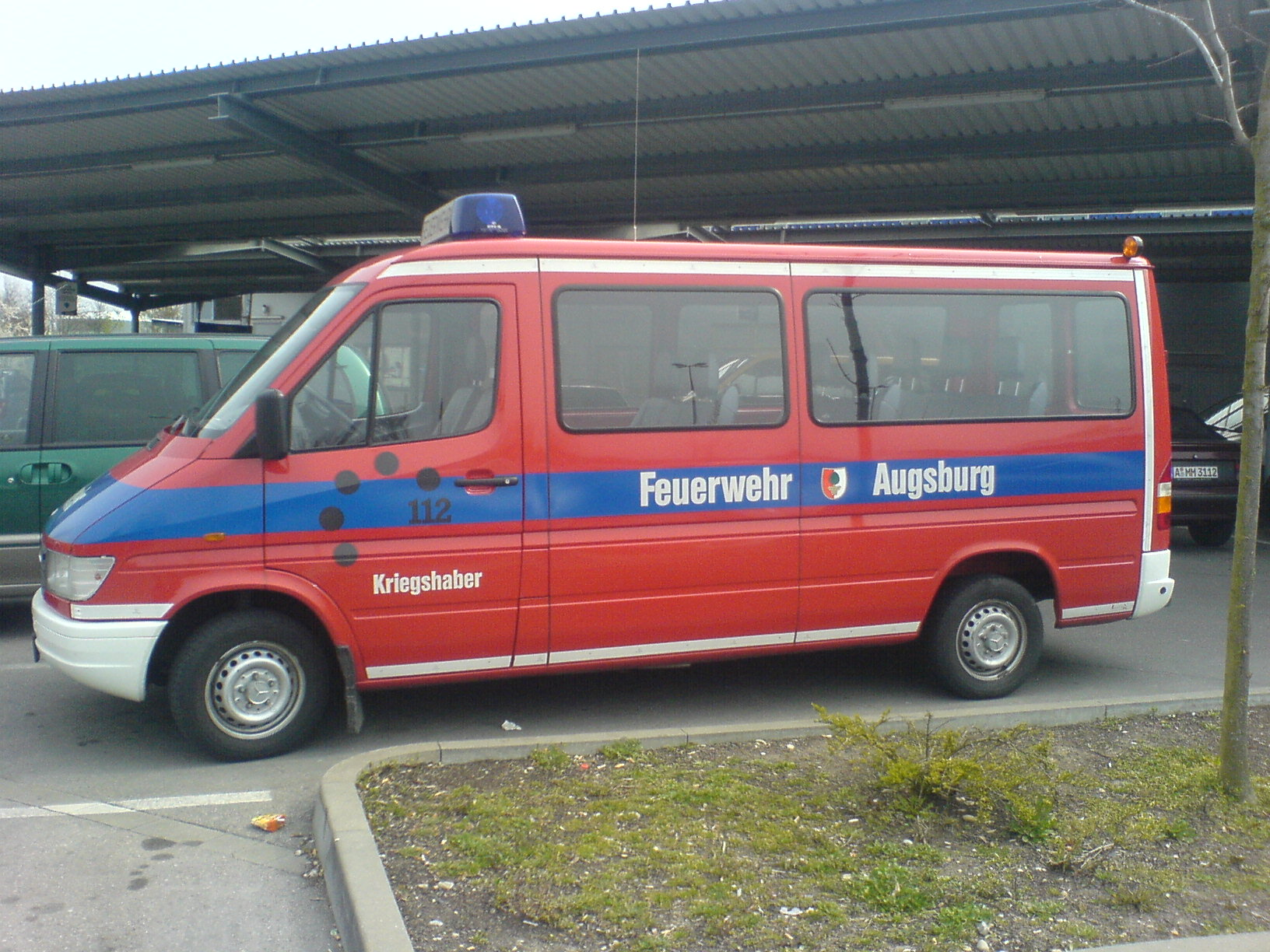
Fahrzeug mit der einheitlichen Beklebung aller Augsburger Feuerwehren

In den letzten Jahren beschränkten sich die Veränderungen vor allem auf die technische Ausstattung der einzelnen Feuerwachen, die mittlerweile allesamt einen gewissen Mindeststandard erfüllen (alle Feuerwehren verfügen über ein Mehrzweck- und ein Löschfahrzeug) und deren Mitglieder bestens ausgebildet sind. Neben den grundsätzlichen Elementen für die Brandbekämpfung verfügt die Augsburger Feuerwehr dadurch auch über Spezialfahrzeuge (z. B. ein Autokran oder Dekontaminationsfahrzeuge) und Spezialeinheiten (z. B. Rettungstaucher oder eine Höhenrettungsgruppe).
In Zusammenarbeit mit der Fakultät für Gestaltung der Hochschule Augsburg wurde 1997 ein Wettbewerb ausgerichtet, bei dem ein einheitliches Design für alle Augsburger Feuerwehrfahrzeuge gefunden werden sollte. Neben dem graphischen Aspekt stand hierbei auch die verbesserte Sichtbarkeit der Fahrzeuge im Vordergrund. Der Gewinnerentwurf sah den heute charakteristischen blauen Rundum-Strich und ein Logo mit einer angedeuteten Wählscheibe vor und wurde in den darauffolgenden Jahren nach und nach für alle Fahrzeuge eingeführt. Die Kombination der einzelnen graphischen Elemente genießt Musterschutz.
Durch die steigende Bevölkerungszahl in Augsburg wurde die Errichtung einer zweiten Wache der Berufsfeuerwehr unumgänglich, welche im Jahr 1999 durch die Einweihung der Feuerwache Süd am Alten Postweg ihre Erfüllung fand. Seitdem wird die Stadt auf zwei Wachen 24 Stunden am Tag von hauptamtlichen und ebenso jederzeit von ehrenamtlichen Feuerwehrmännern geschützt.
Nachdem Augsburg bereits im Jahr 1862 den 5. Deutschen Feuerwehrtag ausrichtete, fand vom 20. bis 25. Juni 2000 der 27. Deutsche Feuerwehrtag ebenfalls dort statt.

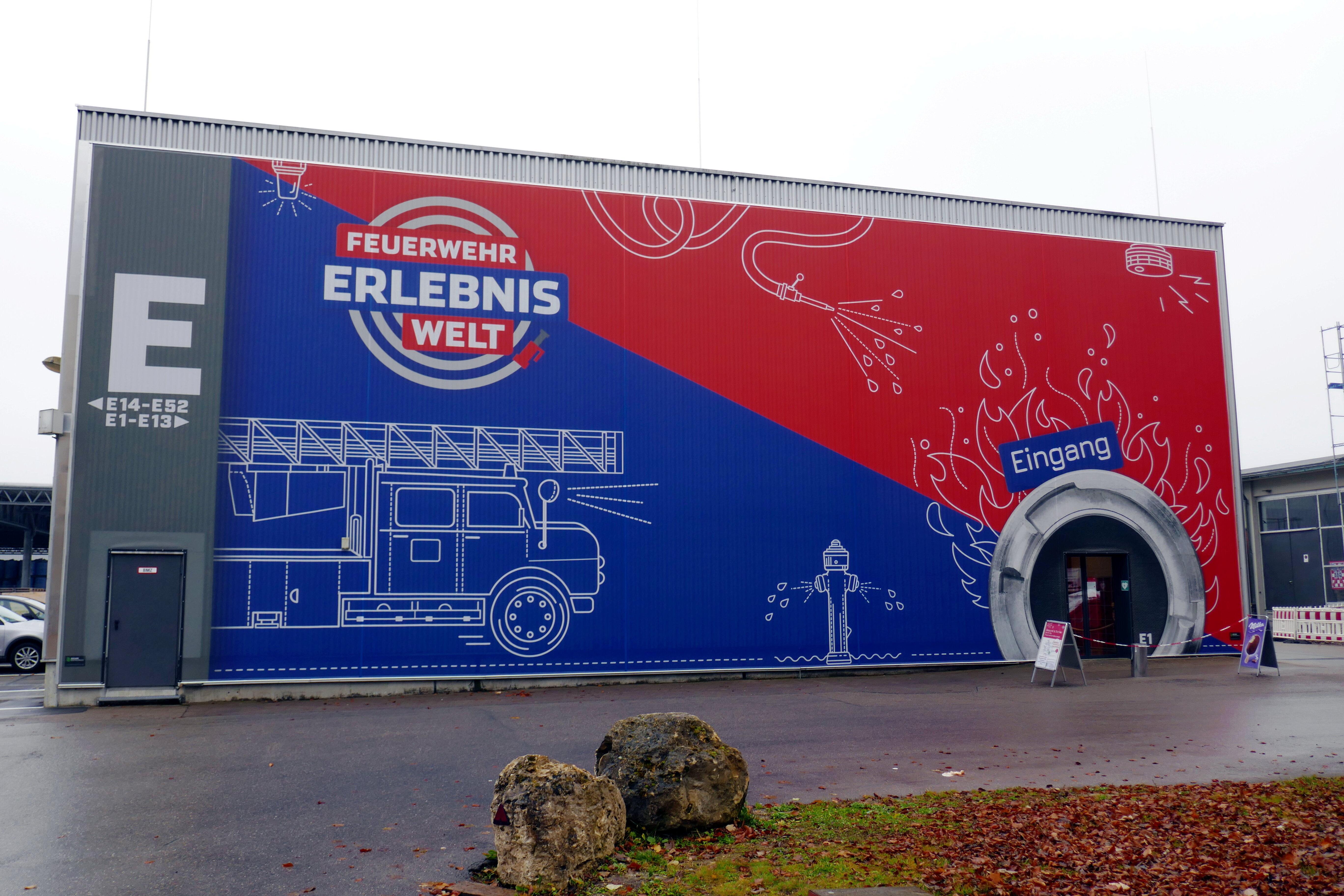
Feuerwehrerlebniswelt im Martini-Park in Augsburg

Seit 18. März 2021 unterstützt der Stadtfeuerwehrverband Augsburg als Mitgesellschafter (neben dem Verein Feuerwehrerlebniswelt Bayern e. V. und dem Bezirksfeuerwehrverband Schwaben e. V.) die Feuerwehrerlebniswelt, eine interaktive Ausstellung zum Thema Brandschutz, die erste dieser Art in Deutschland. Damit will sie zur Aufklärung und Prävention von Bränden beitragen.

## Berufsfeuerwehr

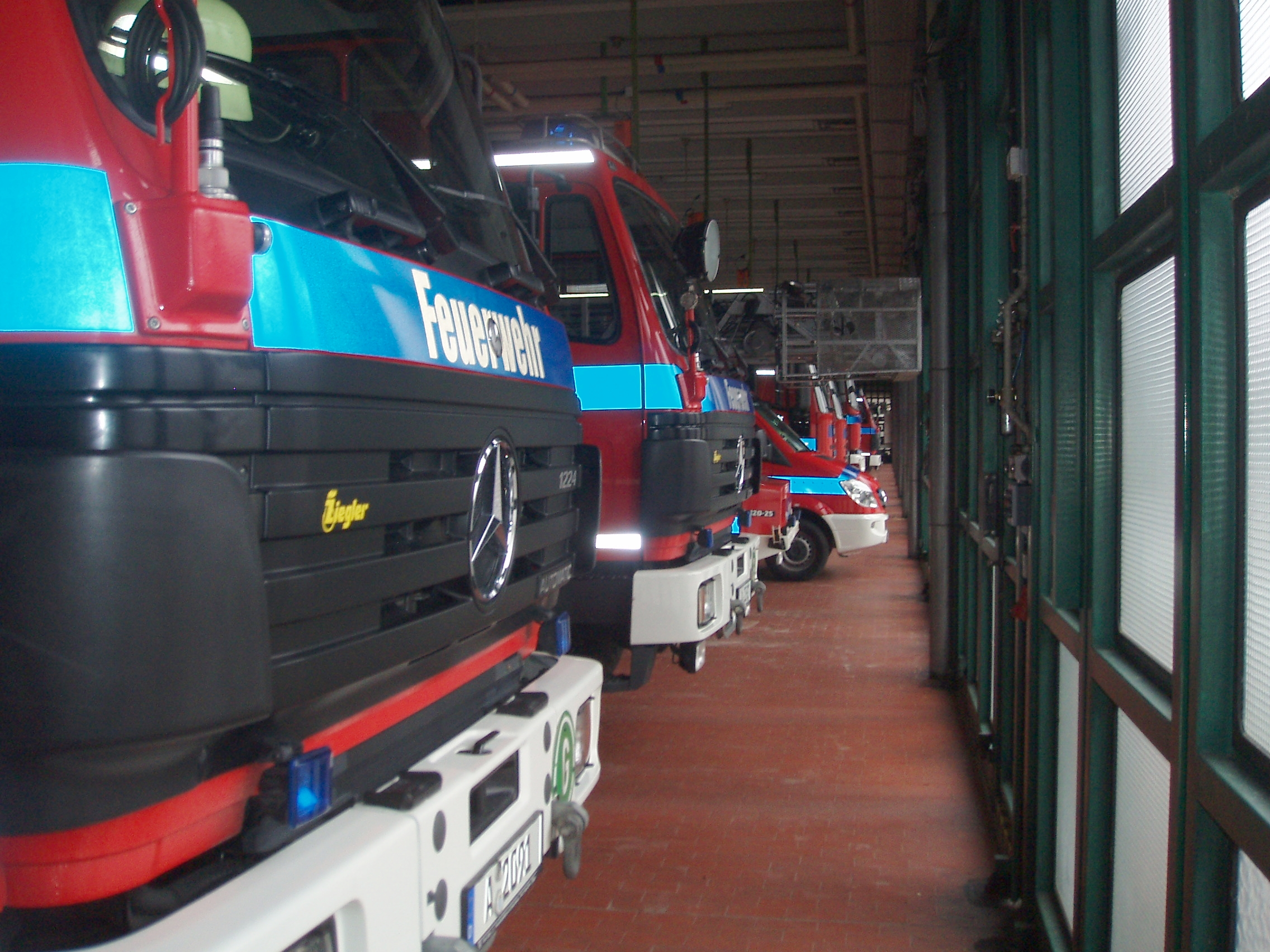
Blick in die Fahrzeughalle der Hauptwache der Berufsfeuerwehr

Die im Juli 1899 gegründete Berufsfeuerwehr bewältigt einen Großteil der jährlichen Einsätze und rückt zu nahezu allen abgesetzten Notrufen zumindest mit Vorausfahrzeugen an. Die 280 hauptamtlichen Feuerwehrangehörigen sind derzeit auf zwei Wachen stationiert: Der in der Berliner Allee gelegenen Hauptfeuerwache sowie der Feuerwache Süd, die sich am Alten Postweg 91 (1999) befindet. Die Hauptfeuerwache in der Berliner Allee 30a wurde im Jahr 1975 bezogen, vorher befand sich die Berufsfeuerwehr im historischen Augsburger Zeughaus, das den wachsenden Anforderungen an einen größeren Fahrzeugpool und moderner Hard- und Software, nicht mehr gewachsen war.
Das Einsatzspektrum reicht von Kleinalarmen (z. B. Türöffnungen) über Technische Hilfeleistungen (z. B. Verkehrsunfälle) und Brandbekämpfung bis zu Spezialeinsätzen mit verschiedenen Sondereinheiten (z. B. Höhenrettung). Hierfür ist die Berufsfeuerwehr mit nahezu allen Fahrzeugen und Gerätschaften ausgestattet, die für den feuerwehrtechnischen Dienst gedacht sind. Ferner besitzen beide Wachen jeweils einen Rettungswagen sowie ein Reservefahrzeug, die vordergründig für den Eigenschutz gedacht sind, notfalls aber auch als First Responder fungieren, wobei die Berufsfeuerwehr Augsburg keine Genehmigung für den Transport von Patienten besitzt und nicht Teil des öffentlich-rechtlichen Rettungsdienstes ist. Die Rettungswagen sind auch personell nicht regelmäßig entsprechend dem bayerischen Rettungsdienstgesetz als Rettungswagen besetzt.
Offiziell werden die als Rettungswagen ausgerüsteten Fahrzeuge als Messfahrzeuge geführt und sind auch entsprechend mit Zusatzausrüstung bestückt.
Im Gebäude der Berufsfeuerwehr war vom 1. Oktober 2008 bis zum 18. September 2024 auch die Integrierte Leitstelle untergebracht, die nicht nur den Feuerwehr-, sondern auch den Rettungsdienstfunkverkehr für den gesamten Großraum Augsburg (Stadt und Landkreis Augsburg sowie für die Landkreise Aichach-Friedberg, Dillingen und Donau-Ries) koordiniert.

## Freiwillige Feuerwehren

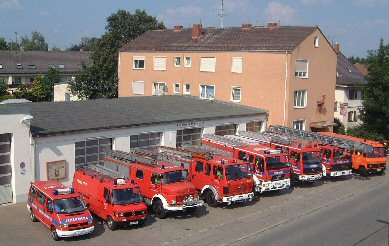
Fuhrpark der Freiwilligen Feuerwehr Haunstetten

Die Freiwillige Feuerwehr Augsburg wurde 1849 gegründet und ist damit die älteste bayerische Feuerwehr. Heute besitzt sie acht Wachen in den Stadtteilen Bergheim, Göggingen, Haunstetten, Inningen, Kriegshaber, Oberhausen und Pfersee. Diese sind allesamt historisch entstanden, wobei eine Konzentration auf den Westen und Süden des Stadtgebietes auffällt. In Lechhausen wurde 2014 eine weitere Gruppe gegründet und mittlerweile von der Stadt Augsburg anerkannt.
Die Freiwilligen Feuerwehren werden zu Einsätzen in ihrem Stadtteil gerufen und können durch ihre Mindestausstattung mit Mehrzweck- und Löschfahrzeug dabei zumindest elementare Aufgaben übernehmen, wobei sie in der Regel von Einheiten der Berufsfeuerwehr unterstützt werden. Vor allem die Feuerwehren der größeren Stadtteile sind aber auch durchaus einzeln einsetzbar: So verfügen zum Beispiel die Haunstetter Brandschützer über einen Fuhrpark von neun Fahrzeugen, der auch eine eigene Drehleiter beinhaltet.
Für bestimmte Einsatzindikationen wurden einzelne Freiwillige Feuerwehren besonders ausgerüstet, um diese zur Unterstützung der Berufsfeuerwehr auch in entlegenen Stadtteilen einzusetzen:
| Freiwillige Feuerwehr | Indikation                                              |
| --------------------- | ------------------------------------------------------- |
| Bergheim              | Wasserversorgung                                        |
| Göggingen             | Unterstützungsgruppe „Örtliche Einsatzleitung“          |
| Haunstetten           | Strahlenschutz, Drehleiter, Massenanfall von Verletzten |
| Inningen              | Wasserversorgung                                        |
| Kriegshaber           | Unterstützungsgruppe „Gefahrstoffe“, Dekontamination    |
| Oberhausen            | Massenanfall von Verletzten                             |
| Pfersee               | Wasserversorgung                                        |
| Lechhausen            | Drohneneinheit                                          |